# Башня Гардош
Башня Гардош (серб. Кула Гардош) — мемориальная башня в Белграде, столице Сербии. Расположена в городском районе Земун. Построена и официально открыта властями Австро-Венгрии 20 августа 1896 года в честь тысячелетия венгерских поселений на Среднедунайской низменности.

## История
Башня была построена в рамках масштабной кампании, в ходе которой, помимо строительства в Будапеште, были возведены четыре «башни тысячелетия» на четырёх направлениях света. В Земуне — на тот момент самом южным городе Венгрии в Австро-Венгрии, башня была построена на руинах средневековой крепости Таурунум на холме Гардош, от которой сохранились только угловые башни и фрагменты стен. Башня была построена как сочетание разных стилей, в основном под влиянием римских элементов. Являясь хорошей обзорной точкой, она использовалась пожарными Земуна в течение многих десятилетий. Сегодня башня больше известна по имени Янко Сибинянина (Яноша Хуньяди), который на самом деле умер в старой крепости за четыре с половиной века до постройки башни.

## Названия башни
Башня известна как:
- Башня Гардош или Башня на Гардоше
- Башня Тысячелетия или Башня Миллениум
- Башня Янко Сибинянина (Янош Хуньяди)